# Atalantia macrophylla
Atalantia macrophylla là một loài thực vật có hoa trong họ Cửu lý hương. Loài này được (Oliv.) Kurz mô tả khoa học đầu tiên năm 1875.